# Polígono

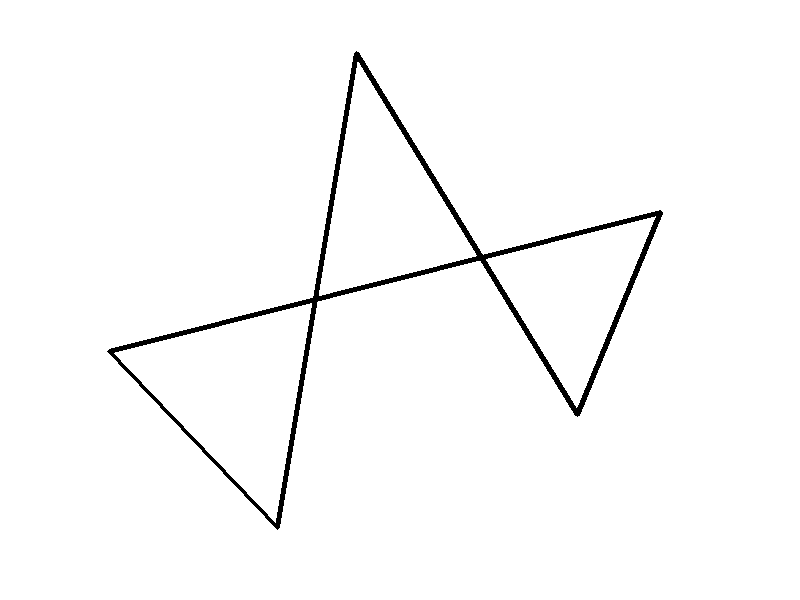
Um polígono

Em geometria, um polígono é uma figura fechada com lados. A palavra "polígono" vem da palavra em grego "polígonos" que significa ter muitos lados ou ângulos. A definição usada por Euclides para polígono era uma figura limitada por linhas retas, sendo que essas linhas deveriam ser mais de quatro, e figura qualquer região do plano cercada por uma ou mais bordas.

## Definição

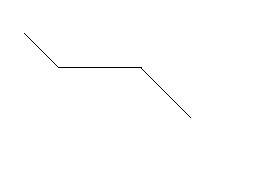
Linha poligonal aberta simples

### Linha poligonal

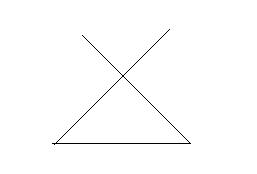
Linha poligonal aberta não-simples

Linha poligonal é uma sucessão de segmentos consecutivos e não-colineares, dois a dois. Denotamos uma linha poligonal fornecendo a sequência dos pontos extremos dos segmentos que a formam. Ou seja, a linha poligonal {\displaystyle A_{1}A_{2}A_{3}\cdots A_{n-1}A_{n}} corresponde a reunião dos segmentos {\displaystyle {\overline {A_{1}A_{2}}},} {\displaystyle {\overline {A_{2}A_{3}}},} ..., {\displaystyle {\overline {A_{n-1}A_{n}}}.}

#### Classificação

Diferentes tipos de polígonos

Uma linha poligonal {\displaystyle A_{1}A_{2}A_{3}\cdots A_{n-1}A_{n}} é classificada em:
- aberta - quando os extremos {\displaystyle A_{1}} e {\displaystyle A_{n}} não coincidem;
- fechada - quando os extremos {\displaystyle A_{1}} e {\displaystyle A_{n}} coincidem;
- simples - quando a interseção de qualquer dois segmentos não consecutivos é vazia;
- não-simples - quando não é simples.

### Polígono

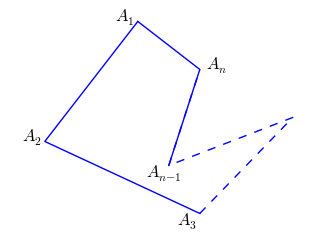
Um polígono As linhas tracejadas indicam os vários segmentos que o polígono pode ter.

Polígono é a região plana limitada por uma linha poligonal fechada. Denotamos um polígono de forma similar a que denotamos uma linha poligonal. Isto é, um polígono {\displaystyle A_{1}A_{2}A_{3}\cdots A_{n-1}A_{n}} corresponde à região limitada pela reunião dos segmentos {\displaystyle {\overline {A_{1}A_{2}}},} {\displaystyle {\overline {A_{2}A_{3}}},} ..., {\displaystyle {\overline {A_{n-1}A_{n}}}} e {\displaystyle {\overline {A_{n}A_{1}}}.} 
Na literatura, também encontramos o termo polígono como sinônimo de linha poligonal fechada. Neste caso, a região plana limitada pelo polígono é chamada de seu interior e a união do polígono com seu interior é chamada de região poligonal ou superfície poligonal.

## Elementos
Um polígono {\displaystyle A_{1}A_{2}A_{3}\cdots A_{n-1}A_{n}} possui os seguintes elementos:
- vértice - extremo de um dos segmentos que formam o polígono, i.e. são vértices os pontos {\displaystyle A_{1},} {\displaystyle A_{2},} {\displaystyle A_{3},} ..., {\displaystyle A_{n};}
- lado - segmento que forma o polígono, i.e. são lados os segmentos {\displaystyle {\overline {A_{1}A_{2}}},} {\displaystyle {\overline {A_{2}A_{3}}},} ..., {\displaystyle {\overline {A_{n-1}A_{n}}}} e {\displaystyle {\overline {A_{n}A_{1}}};}
- diagonais - segmentos de reta com extremidades em vértices não consecutivos;
- ângulo (interno) - ângulo formado por dois lados consecutivos, i.e. os ângulos {\displaystyle {\hat {A}}_{1}=A_{n}{\hat {A}}_{1}A_{2},} {\displaystyle {\hat {A}}_{2}=A_{1}{\hat {A}}_{2}A_{3},} ..., {\displaystyle {\hat {A}}_{n}=A_{n-1}{\hat {A}}_{n}A_{1};}
- ângulo externo - ângulo suplementar e adjacente a um ângulo interno.

### Exemplo
O polígono {\displaystyle ABCDE} na figura ao lado possui:
- vértices {\displaystyle A,} {\displaystyle B,} {\displaystyle C,} {\displaystyle D,} {\displaystyle E;}
- lados {\displaystyle {\overline {AB}},} {\displaystyle {\overline {BC}},} {\displaystyle {\overline {CD}},} {\displaystyle {\overline {DE}}} e {\displaystyle {\overline {EA}};}
- ângulos internos {\displaystyle {\hat {a}},} {\displaystyle {\hat {b}},} {\displaystyle {\hat {c}},} {\displaystyle {\hat {d}},} {\displaystyle {\hat {e}};}
- diagonais {\displaystyle {\overline {AC}},} {\displaystyle {\overline {AD}},} {\displaystyle {\overline {BD}},} {\displaystyle {\overline {BE}}} e {\displaystyle {\overline {CE}};}
- ângulos externos {\displaystyle {\hat {a}}_{1},} {\displaystyle {\hat {b}}_{1},} {\displaystyle {\hat {c}}_{1},} {\displaystyle {\hat {d}}_{1}} e {\displaystyle {\hat {e}}_{1}.}

### Perímetro e Área
O perímetro de um polígono é a soma das medidas de seus lados. Sua área é a medida da região poligonal definida pelo polígono.

## Classificação

### Quanto à linha poligonal
Um polígono {\displaystyle A_{1}A_{2}A_{3}\cdots A_{n-1}A_{n}} pode ser classificado em simples, quando sua linha poligonal associada é simples, ou não-simples (ou complexo), quando sua linha poligonal tem cruzamentos entre seus segmentos (conjunto intersecção não-nulo).

### Quanto à região poligonal
Um polígono simples é dito ser convexo quando toda reta determinada por dois de seus vértices consecutivos faz com que todos os demais vértices estejam num mesmo semiplano determinado por ela. Um polígono que não é convexo é dito ser côncavo. Polígonos estrelados são polígonos complexos cujas intersecções de segmentos são equidistantes entre si.

### Quanto à congruência
Um polígono é dito ser equilátero quando todos os seus lados são congruentes. Similarmente, é dito ser equiângulo quando todos os seus ângulos são congruentes. Polígonos convexos equiláteros e equiângulos são chamados de polígonos regulares.

### Quanto ao número de lados
Os polígonos também são classificados quanto ao número de lados. Em geral, um polígono de {\displaystyle n} lados é chamado de {\displaystyle n}-látero. Entretanto, comumente empregam-se as seguintes nomenclaturas:
| Lados | Nome                   | Lados | Nome          | Lados | Nome           |
| ----- | ---------------------- | ----- | ------------- | ----- | -------------- |
| 1     | não existe             | 11    | undecágono    | ...   | ...            |
| 2     | não existe             | 12    | dodecágono    | ...   | ...            |
| 3     | triângulo ou trilátero | 13    | tridecágono   | 30    | triacontágono  |
| 4     | quadrilátero           | 14    | tetradecágono | 40    | tetracontágono |
| 5     | pentágono              | 15    | pentadecágono | 50    | pentacontágono |
| 6     | hexágono               | 16    | hexadecágono  | 60    | hexacontágono  |
| 7     | heptágono              | 17    | heptadecágono | 70    | heptacontágono |
| 8     | octógono               | 18    | octodecágono  | 80    | octacontágono  |
| 9     | eneágono               | 19    | eneadecágono  | 90    | eneacontágono  |
| 10    | decágono               | 20    | icoságono     | 100   | hectágono      |

#### Nomenclatura para polígonos com muitos lados
Para se construir o nome de um polígono com mais de 20 lados e menos de 100 lados, basta se combinar os prefixos e os sufixos a seguir:
| -cai- | 1  | -ena-       | -gono |   |         |
| -cai- | 20 | icosi-      | -gono | 2 | -di-    |
| -cai- | 30 | triaconta-  | -gono | 3 | -tri-   |
| -cai- | 40 | tetraconta- | -gono | 4 | -tetra- |
| -cai- | 50 | pentaconta- | -gono | 5 | -penta- |
| -cai- | 60 | hexaconta-  | -gono | 6 | -hexa-  |
| -cai- | 70 | heptaconta- | -gono | 7 | -hepta- |
| -cai- | 80 | octaconta-  | -gono | 8 | -octa-  |
| -cai- | 90 | eneaconta-  | -gono | 9 | -enea-  |

##### Exemplo 1
Um polígono de 42 lados deve ser nomeado da seguinte maneira:
| Dezenas     | e     | Unidades | sufixo | nome completo do polígono |
| ----------- | ----- | -------- | ------ | ------------------------- |
| tetraconta- | -cai- | -di-     | -gono  | tetracontacaidígono       |

##### Exemplo 2
Um polígono de 50 lados da seguinte forma:
| Dezenas     | e | Unidades | sufixo | nome completo do polígono |
| ----------- | - | -------- | ------ | ------------------------- |
| pentaconta- |   |          | -gono  | pentacontágono            |

Alguns polígonos possuem nomes alternativos, como o miriágono (10.000 lados).

## Propriedades
Podemos observar uma série de relações entre os diversos elementos de um polígono. Aqui, apresentamos algumas destas propriedades.

### Vértices e lados
O número de lados e o número de ângulos de um polígono é igual ao seu número de vértices.

### Diagonais
- De cada vértice de um polígono de {\displaystyle n} lados, saem {\displaystyle n-3} diagonais. Com efeito, um polígono de {\displaystyle n} lados tem {\displaystyle n} vértices. De um dado vértice formamos {\displaystyle n-1} segmentos de reta com cada um dos outros {\displaystyle n-1} vértices. Agora, observamos que dois destes segmentos são lados do polígono, portanto, de cada vértice partem {\displaystyle n-3} diagonais.
- O número de diagonais {\displaystyle d} de um polígono {\displaystyle n}-látero é: {\displaystyle d={\frac {n(n-3)}{2}}.} Com efeito, a combinação de seus {\displaystyle n} vértices dois a dois fornece o número total de segmentos de reta que podem ser construídos usando todos os seus vértices. Deste número, {\displaystyle n} são lados do polígono e o restante são diagonais, i.e.: {\displaystyle d=C_{s}^{n}-n={\frac {n!}{2!(n-2)!}}-n={\frac {n(n-1)}{2}}-n={\frac {n(n-3)}{2}}.}
- Em um polígono convexo de {\displaystyle n} lados, o número de triângulos formados por diagonais que saem de cada vértice é dado por {\displaystyle n-2.} De fato, {\displaystyle n-3} diagonais partem de cada vértice determinando, com os lados do polígono, {\displaystyle n-2} triângulos.

### Ângulos
- A soma das medidas dos ângulos internos {\displaystyle S_{i}} de um polígono convexo de {\displaystyle n} lados é dada por: {\displaystyle S_{i}=(n-2)\cdot 180^{\circ }} Com efeito, as diagonais que partem de um dado vértice formam {\displaystyle n-2} triângulos. Observamos que {\displaystyle S_{i}} é igual a soma dos ângulos internos destes {\displaystyle n-2} triângulos, i.e. {\displaystyle S_{i}=(n-2)\cdot 180^{\circ }.}
- A soma das medidas dos ângulos externos {\displaystyle S_{e}} de um polígono convexo de {\displaystyle n} lados é igual a {\displaystyle 360^{\circ }.} Com efeito, sejam {\displaystyle {\hat {a}}_{i}} e {\displaystyle {\hat {b}}_{i}} os respectivos ângulos interno e externo do {\displaystyle i}-ésimo vértice de um polígono {\displaystyle n}-látero. Por definição, temos {\displaystyle {\hat {a}}_{i}+{\hat {b}}_{i}=180^{\circ }} para todo {\displaystyle i=1,\ldots ,n.} Daí, segue que: {\displaystyle 180^{\circ }n=\sum _{i=1}^{n}{\hat {a}}_{i}+{\hat {b}}_{i}=S_{i}+S_{e}=180^{\circ }(n-2)+S_{e}} donde, vemos que {\displaystyle S_{e}=360^{\circ }.}
- A medida do ângulo interno {\displaystyle {\hat {a}}_{i}} de um polígono regular de {\displaystyle n} lados é dada por: {\displaystyle {\hat {a}}_{i}={\frac {(n-2).180^{\circ }}{n}}}
- A medida do ângulo externo {\displaystyle a_{e}} de um polígono regular de {\displaystyle n} lados é dada por: {\displaystyle a_{e}={\frac {360^{\circ }}{n}}.}
- A soma das medidas dos ângulos centrais de um polígono regular de {\displaystyle n} lados ({\displaystyle S_{c}}) é igual a {\displaystyle 360^{\circ }.}
- A medida do ângulo central de um polígono regular de {\displaystyle n} lados ({\displaystyle a_{c}}) é dada por: {\displaystyle a_{c}={\frac {360^{\circ }}{n}}.}

## Mitologia
Segundo Eudoxo, citado por Plutarco, os pitagóricos associavam cada polígono a um (ou mais) deuses. O triângulo pertencia a Hades, Dionísio e Ares, o quadrilátero a Reia, Afrodite, Deméter, Héstia e Hera, o dodecágono a Zeus e o polígono de 56 lados à criatura demoníaca Tifão.